# El Ojito
El Ojito är en ort i Mexiko.   Den ligger i kommunen Villa Hidalgo och delstaten San Luis Potosí, i den centrala delen av landet, 400 km nordväst om huvudstaden Mexico City. El Ojito ligger 1 751 meter över havet och antalet invånare är 211.
Terrängen runt El Ojito är huvudsakligen platt, men österut är den kuperad. Runt El Ojito är det mycket glesbefolkat, med 7 invånare per kvadratkilometer. Närmaste större samhälle är San José del Arbolito, 19,4 km norr om El Ojito. Omgivningarna runt El Ojito är i huvudsak ett öppet busklandskap.